# Carlos Espinosa
Carlos Felipe Ignacio Espinosa Contreras (sinh ngày 22 tháng 11 năm 1982 ở Santiago) là một tiền vệ bóng đá người Chile hiện tại thi đấu cho Curicó Unido.

## Danh hiệu

### Câu lạc bộ
Universidad Católica
- Primera División de Chile (2): Torneo Clausura 2015–16, Torneo Apertura 2016–17
- Supercopa de Chile (1): 2016